# 順世派
順世派（じゅんせいは）またはローカーヤタ（サンスクリット語：Lokāyata）は、釈迦と同時代のインドの自由思想家アジタ・ケーサカンバリンが説いた唯物論および快楽至上主義の説を奉じるインド哲学上の学派。漢訳仏典では外道のひとつとして「順世外道」と訳している。後世にはチャールヴァーカ（Cārvāka）と称される。

## 思想
アジタ・ケーサカンバリンは地・水・火・風の四元素説を唱えた。これは4要素の離合集散で世界を説明し、霊魂の存在を完全に否定するものであり、ヴェーダに示される正統バラモン教におけるアートマン（ātman、我、真我）をも否定するものであった。当時、汎インド的に最も重要視された業（karma、カルマ）の報いについても、霊魂の行くべき道を示した業のはたらきや善悪の行為の報いを完全に否定し、来世を認めず、道徳も宗教も不必要なものであると断じて無神論の立場に立ち、人間には生得的な目的が備わっていたり、守らなくてはならない規範があるという従来の伝統的な共同体倫理を否定した。
マウリヤ朝のチャンドラグプタの側近にして冷徹な思想家でもあったカウティリヤの著書と伝承される『実利論』第1巻第2章に「哲学はサーンキヤとヨーガと順世派（ローカーヤタ）とである」との一文がある。

### 精神の物質起源論
順世派は非精神的な物質である諸元素(bhūta)が有機的な肉体の形になると精神現象を生ずると考えていた。このような思想をBhūtacaitanyavāda（元素が精神的なものになるという論）という。